# Asprières
Asprières település Franciaországban, Aveyron megyében. Lakosainak száma 770 fő (2022. január 1.). Asprières Les Albres, Bouillac, Capdenac-Gare, Peyrusse-le-Roc, Sonnac, Capdenac és Cuzac községekkel határos.

## Népesség
A település népességének változása:
| Lakosok száma | 634  | 672  | 691  | 720  | 710  | 721  | 733  | 746  | 755  | 770  |
|               | 1968 | 1982 | 1990 | 2006 | 2013 | 2015 | 2017 | 2019 | 2020 | 2022 |